# Il mistero dell'asso di picche
Il mistero dell'asso di picche è un film muto del 1921 diretto da Mario Volpe.